# 35 Pułk Desantowy

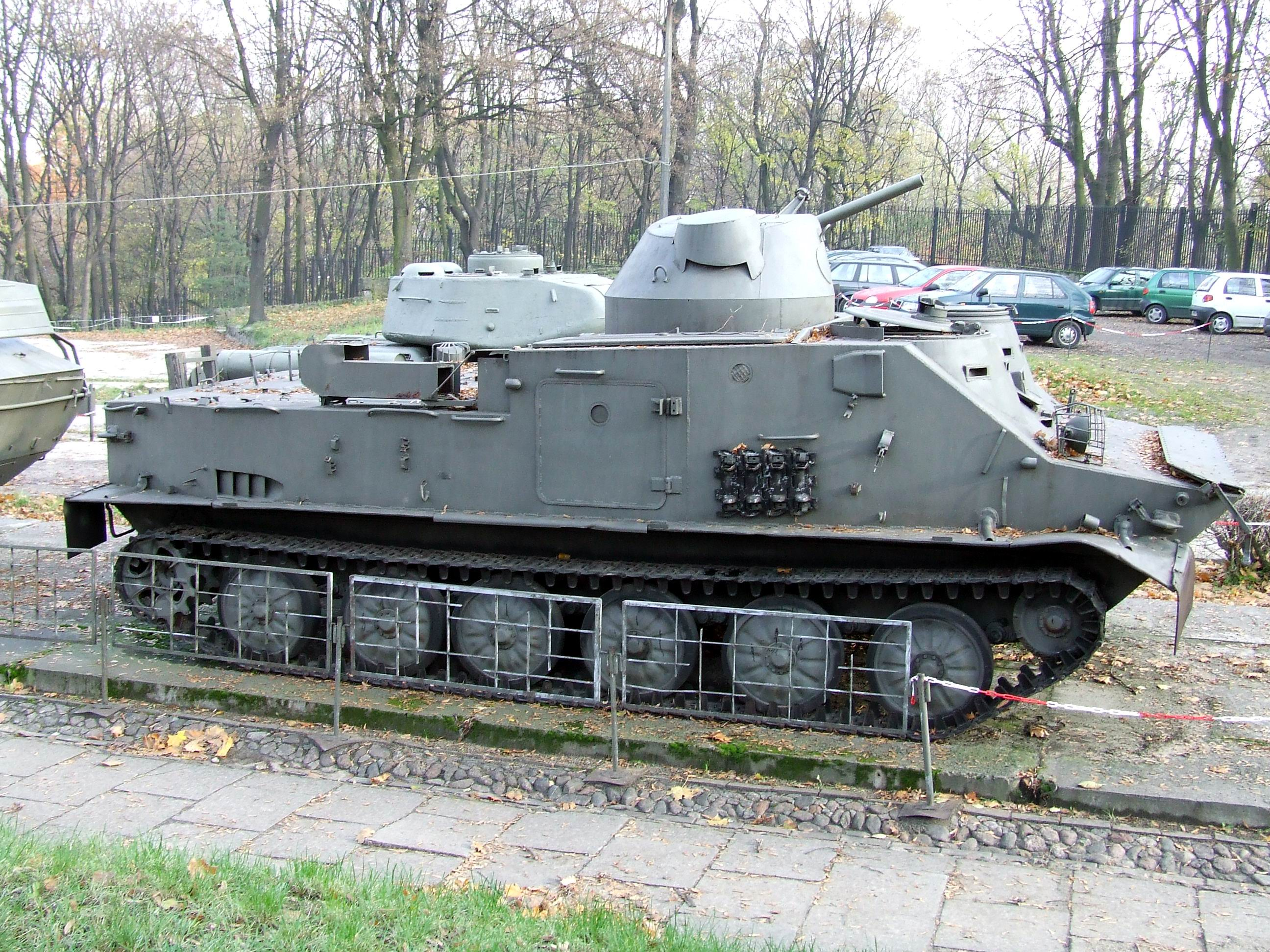
TOPAS – transporter opancerzony pułku

35 Pułk Desantowy – oddział  wojsk desantowych  Sił Zbrojnych PRL.

## Formowanie i zmiany organizacyjne
Na podstawie Zarządzeniem Szefa Sztabu Generalnego WP Nr 011/Org. z 16 stycznia 1963 Dowódca Marynarki Wojennej przekazał Dowódcy POW 3 pułk piechoty morskiej bez batalionu saperów. Dowódca POW do 15 marca 1963 przeformował pułk na 93 pułk desantowy o etacie 5/345 – 700 wojskowych, 8 pracowników cywilnych i włączy go w skład 23 Dywizji Desantowej. Pułk ten przejął również sztandar jednostki. W połowie 1963, 93 pd został przeniesiony do Gdańska Wrzeszcza, połączony z 76 pd i przemianowany na 35 pułk desantowy. Po przemianowaniu dywizji wszedł w skład 7 Łużyckiej Dywizji Desantowej. Stacjonował w garnizonie Gdańsk.

## Żołnierze pułku
Dowódcy pułku 
- płk Smolicz[2]
- płk dypl. Drzazga[2]
- ppłk dypl. Roman Romanowski
- ppłk dypl. Andrzej Morawiec
- major dypl. Andrzej Radochoński

Oficerowie
- Zbigniew Głowienka
- Piotr Gaik

## Struktura organizacyjna
Do 1964 w jego skład wchodziły:
- dowództwo i sztab
- trzy kompanie desantowe
- kompania czołgów pływających
- bateria moździerzy M-120
- bateria przeciwpancerna dział 57 mm
- plutony: rozpoznania ogólnego i skażeń, łączności, saperów, przeciwlotniczych karabinów maszynowych PKM - 2, saperów oraz pododdziały logistyczne.

Pułk liczył 649 żołnierzy na czas "W" w tym 71 oficerów.
W uzbrojeniu pułku znajdowało się 7 czołgów pływających PT - 76, 4 BROM, 1 trop, 3 PTG, 6 moździerzy 120 mm, 9 moździerzy 82 mm, 4 działa ppanc. 57 mm i 3 PKM - 2 12. Środkami transportu kompanii desantowych były samochody ciężarowo-terenowe.

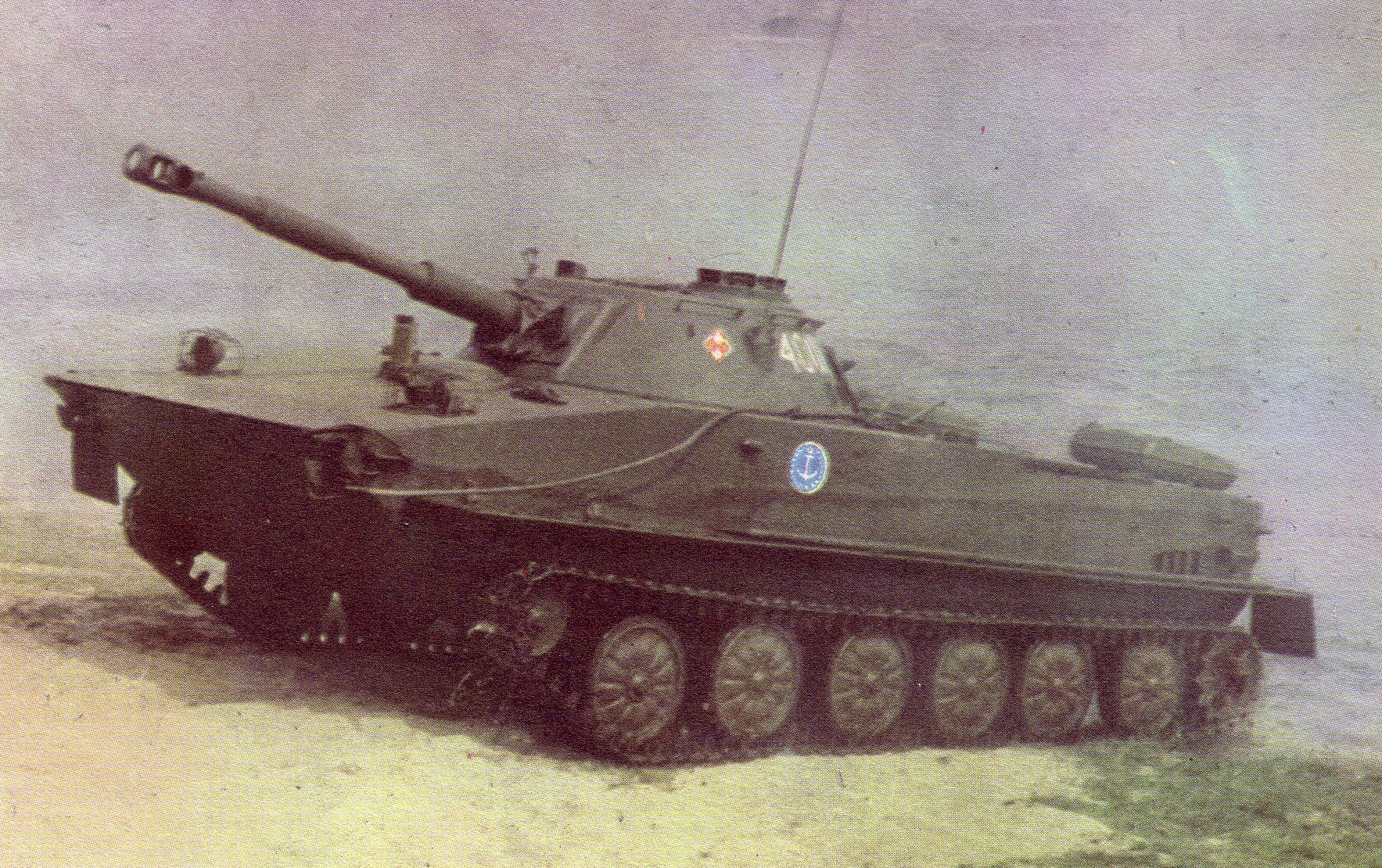
PT-76 – podstawowy czołg pułku

Pułk przed przeformowaniem w batalion:
- Dowództwo i sztab
- pluton łączności
- pluton ochrony i regulacji ruchu
- 5  kompanii desantowych (9 trop TOPAS i 3 moździerze 82 mm)[b]
  - 4 plutony desantowe
  - pluton moździerzy
- kompania czołgów pływających (7 czołgów PT-76)
  - 2 plutony czołgów
- bateria moździerzy (6 moździerzy 120 mm)
  - 2 plutony ogniowe
- bateria przeciwpancernych pocisków kierowanych (6 wyrzutni)
  - 2 plutony PPK
- kompania remontowa
- pluton przeciwlotniczy
- pluton rozpoznawczy (4 BRDM)
- pluton saperów
- pluton gospodarczy
- pluton medyczny